# 李培林
李培林（1955年5月—），男，山东济南人，中华人民共和国社会学家，中国共产党第十八届中央候补委员。

## 生平
1977年考入山东大学哲学系，1982年毕业，1983年赴法留学，获法国里昂大学硕士，1987年获法国巴黎第一大学（索邦大学）社会学博士学位。 之后供职中国社会科学院社会学研究所，从事城乡社会学研究。1992年被授予国家“有突出贡献中青年专家”称号，1993年起享受“政府特殊津贴”，1996年被选为新世纪百千万人才工程国家级人选，2003年被授予“回国留学人员成就奖” ，2005年被选为全国宣传文化系统“四个一批”人才。2013年出任中国社会科学院副院长。2018年2月24日，当选为第十三届全国人大代表。